# Cratere Toscanelli
Toscanelli è un cratere lunare di 7,05 km situato nella parte nord-occidentale della faccia visibile della Luna.
Il cratere è dedicato a Paolo dal Pozzo Toscanelli, celebre matematico, astronomo e cartografo italiano del XV secolo.